# Saint-Laurent (Alta Savoia)
Saint-Laurent és un municipi francès situat al departament de l'Alta Savoia i a la regió d'Alvèrnia-Roine-Alps. L'any 2007 tenia 754 habitants.

## Demografia

### Població
El 2007 la població de fet de Saint-Laurent era de 754 persones. Hi havia 273 famílies de les quals 42 eren unipersonals (25 homes vivint sols i 17 dones vivint soles), 62 parelles sense fills, 136 parelles amb fills i 33 famílies monoparentals amb fills.
La població ha evolucionat segons el següent gràfic:
Habitants censats

### Habitatges
El 2007 hi havia 327 habitatges, 278 eren l'habitatge principal de la família, 31 eren segones residències i 18 estaven desocupats. 294 eren cases i 31 eren apartaments. Dels 278 habitatges principals, 239 estaven ocupats pels seus propietaris, 26 estaven llogats i ocupats pels llogaters i 12 estaven cedits a títol gratuït; 3 tenien una cambra, 11 en tenien dues, 33 en tenien tres, 76 en tenien quatre i 154 en tenien cinc o més. 248 habitatges disposaven pel capbaix d'una plaça de pàrquing. A 87 habitatges hi havia un automòbil i a 176 n'hi havia dos o més.

### Piràmide de població
La piràmide de població per edats i sexe el 2009 era:
| Homes | Edats   | Dones |
| ----- | ------- | ----- |
| 0     | 95 o +  | 4     |
| 0     | 90 a 94 | 4     |
| 4     | 85 a 89 | 0     |
| 0     | 80 a 84 | 0     |
| 0     | 75 a 79 | 12    |
| 28    | 70 a 74 | 12    |
| 4     | 65 a 69 | 12    |
| 0     | 60 a 64 | 0     |
| 12    | 55 a 59 | 16    |
| 20    | 50 a 54 | 4     |
| 40    | 45 a 49 | 20    |
| 36    | 40 a 44 | 36    |
| 36    | 35 a 39 | 40    |
| 16    | 30 a 34 | 20    |
| 8     | 25 a 29 | 20    |
| 4     | 20 a 24 | 16    |
| 36    | 15 a 19 | 8     |
| 24    | 10 a 14 | 24    |
| 32    | 5 a 9   | 36    |
| 12    | 0 a 4   | 16    |

## Economia
El 2007 la població en edat de treballar era de 506 persones, 424 eren actives i 82 eren inactives. De les 424 persones actives 405 estaven ocupades (217 homes i 188 dones) i 19 estaven aturades (9 homes i 10 dones). De les 82 persones inactives 29 estaven jubilades, 29 estaven estudiant i 24 estaven classificades com a «altres inactius».

### Ingressos
El 2009 a Saint-Laurent hi havia 286 unitats fiscals que integraven 787 persones, la mediana anual d'ingressos fiscals per persona era de 24.644 €.

### Activitats econòmiques
Dels 17 establiments que hi havia el 2007, 1 era d'una empresa alimentària, 8 d'empreses de construcció, 1 d'una empresa de transport, 1 d'una empresa d'hostatgeria i restauració, 1 d'una empresa immobiliària, 4 d'empreses de serveis i 1 d'una entitat de l'administració pública.
Dels 7 establiments de servei als particulars que hi havia el 2009, 3 eren guixaires pintors, 2 fusteries, 1 lampisteria i 1 restaurant.
L'únic establiment comercial que hi havia el 2009 era una fleca.
L'any 2000 a Saint-Laurent hi havia 9 explotacions agrícoles que ocupaven un total de 231 hectàrees.

## Equipaments sanitaris i escolars
El 2009 hi havia una escola elemental.

## Poblacions més properes
El següent diagrama mostra les poblacions més properes.